# Бюро дипломатической безопасности
Бюро дипломатической безопасности (англ. Bureau of Diplomatic Security), более широко известное как Дипломатическая безопасность (англ. Bureau of Diplomatic Security), или БДБ (ДБ, англ. DS) — федеральное агентство, является подразделением безопасности и правоохранительной деятельности Государственного департамента Соединённых Штатов. БДБ является мировым лидером в области международных исследований, анализа угроз, кибербезопасности, борьбы с терроризмом, технологий безопасности и защиты людей, собственности и информации. Миссия БДБ — обеспечить безопасную среду для должностных лиц, выполняющих внешнюю политику США.

## Потери личного состава
Почти 100 сотрудников и контрактников были убиты при исполнении.